# Adriaen de Vries
Adriaen de Vries, in het Italiaans ook wel Adriano Fiammingo (Adriaan de Vlaming), (Den Haag, 1546? 1556? 1560?) - Praag, 1626) was een Nederlands beeldhouwer. Voor de meeste Nederlanders is De Vries een volslagen onbekende. In het buitenland daarentegen is hij een van de meest gevierde beeldhouwers aller tijden, "de Rembrandt onder de beeldhouwers". Hij staat ook bekend als "de buitenlandse Nederlander".

## Leven

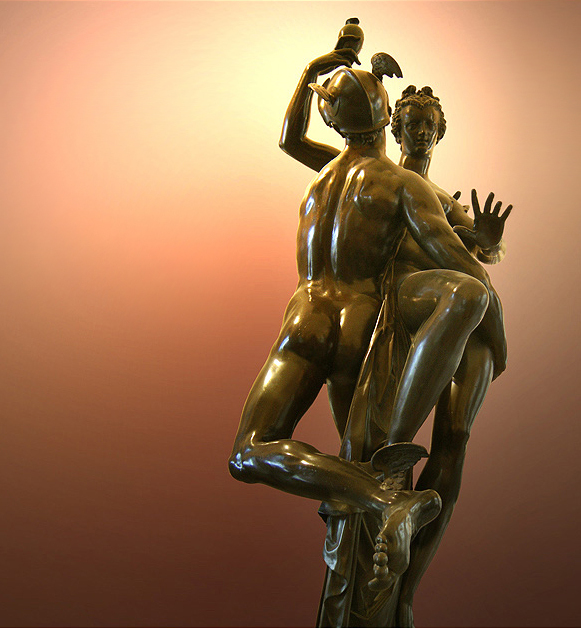
Hermes en Psyche, Louvre

De Vries werd geboren als de zoon van een apotheker in Den Haag. Verder weten wij niets over zijn jeugd.
Gezien de parallellen in hun werk wordt verondersteld, dat De Vries het vak heeft geleerd bij Willem van Tetrode uit Delft, die ongeveer 30 jaar ouder was dan Adriaen. Zekerheid bestaat hierover echter niet. Van Tetrode op zijn beurt had het beeldhouwvak geleerd bij Benvenuto Cellini in Florence. Hij wist hoe hij bronzen beelden moest maken, een tot dan toe zelden gehanteerd en vrij onbekend procedé. Men hakte tot dan toe uit steen. De Vries goot later zijn beelden vrijwel uitsluitend in brons.
In 1581 ging De Vries werken in het atelier van Jean Boulogne (1519-1608), in het Italiaans Giambologna genaamd, van oorsprong Vlaming, die in Florence een zeer geavanceerd en goed uitgerust atelier had. Rond 1595 woonde De Vries in Rome, waar hij alle beroemde beelden bestudeerde.

## Stijl
Vooral in zijn latere beeldhouwwerken lijken lichtval en effect een grotere rol te spelen dan detailuitwerking in infinito. Zijn werk lijkt op een vorm van figuratieve abstractie, van anti-snobisme, volgens kunstkenners ook wel sprezzatura genaamd, waarmee De Vries afstand lijkt te nemen van het maniërisme van Benvenuto Cellini.

## Erkenning
De Vries vond in het buitenland de erkenning, die hij in Nederland nooit verkreeg. Hij was beeldhouwer aan het hof van de hertog van Savoye in Turijn en van keizer Rudolf II in Praag. Hij vond dankbaar onthaal aan het Hof van de Deense koning. In het buitenland, met name in Denemarken, zijn nog tal van beeldhouwwerken van De Vries te vinden.
De grootste collectie werken van De Vries is te vinden in Stockholm, in het Museum De Vries in het Slot Drottningholm, geopend in 2001.

## Rijksmuseum
Het Rijksmuseum te Amsterdam organiseerde in 1998-1999 een overzichtstentoonstelling van beelden en tekeningen van De Vries, waardoor hij in Nederland eindelijk enige bekendheid heroverde op het buitenland. In 2014 kocht het museum het beeld Atlas van De Vries voor 22,5 miljoen euro. Het was een lang gekoesterde wens van het museum om een werk van De Vries in de collectie te hebben. De wereldbol, die niet origineel was, werd verwijderd en het beeld kreeg de nieuwe naam Bacchant. Vanaf juni 2015 is het in het museum te zien.